# Castellucchio
Castellucchio är en ort och kommun i provinsen Mantua i regionen Lombardiet i Italien. Kommunen hade 5 244 invånare (2018).